# Situl arheologic de la Alba Iulia
Situl arheologic de la Alba Iulia este un sit arheologic aflat pe teritoriul municipiului Alba Iulia.

Ansamblul este format din următoarele monumente:
- Castrul Legiunii a XIII-a Gemina (cod LMI AB-I-m-A-00001.01)
- Așezare civilă (cod LMI AB-I-m-A-00001.02)

## Galerie

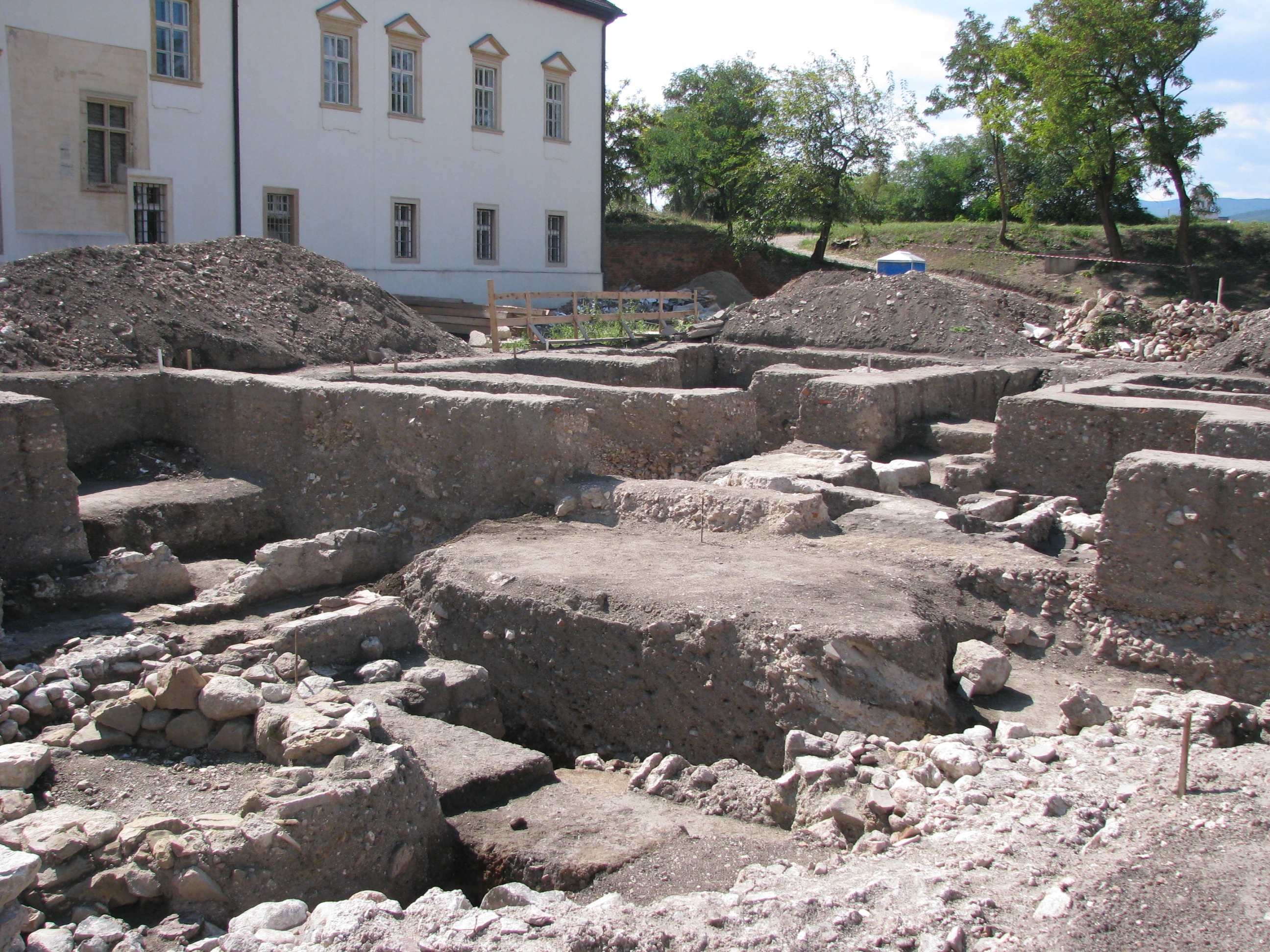
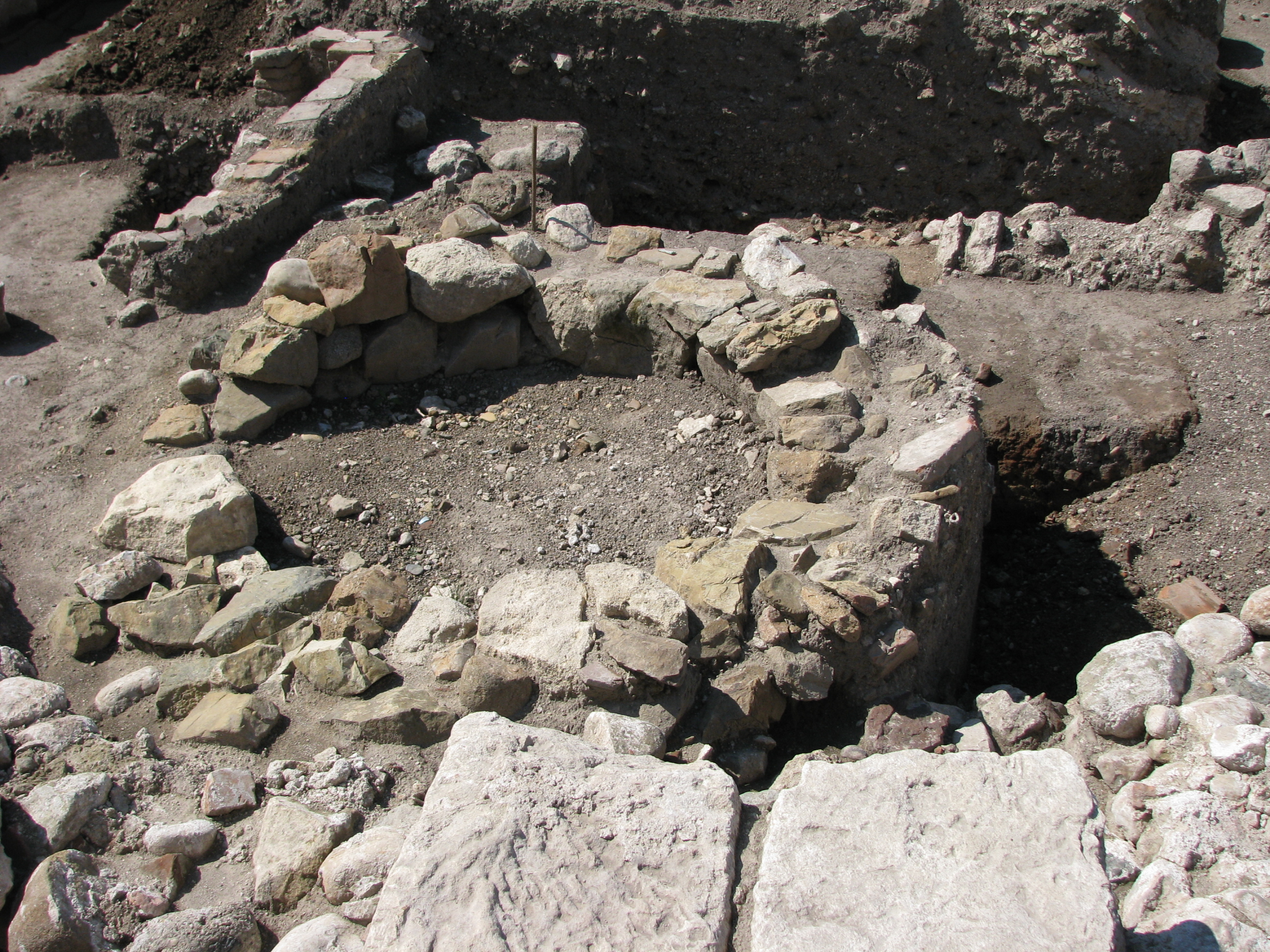
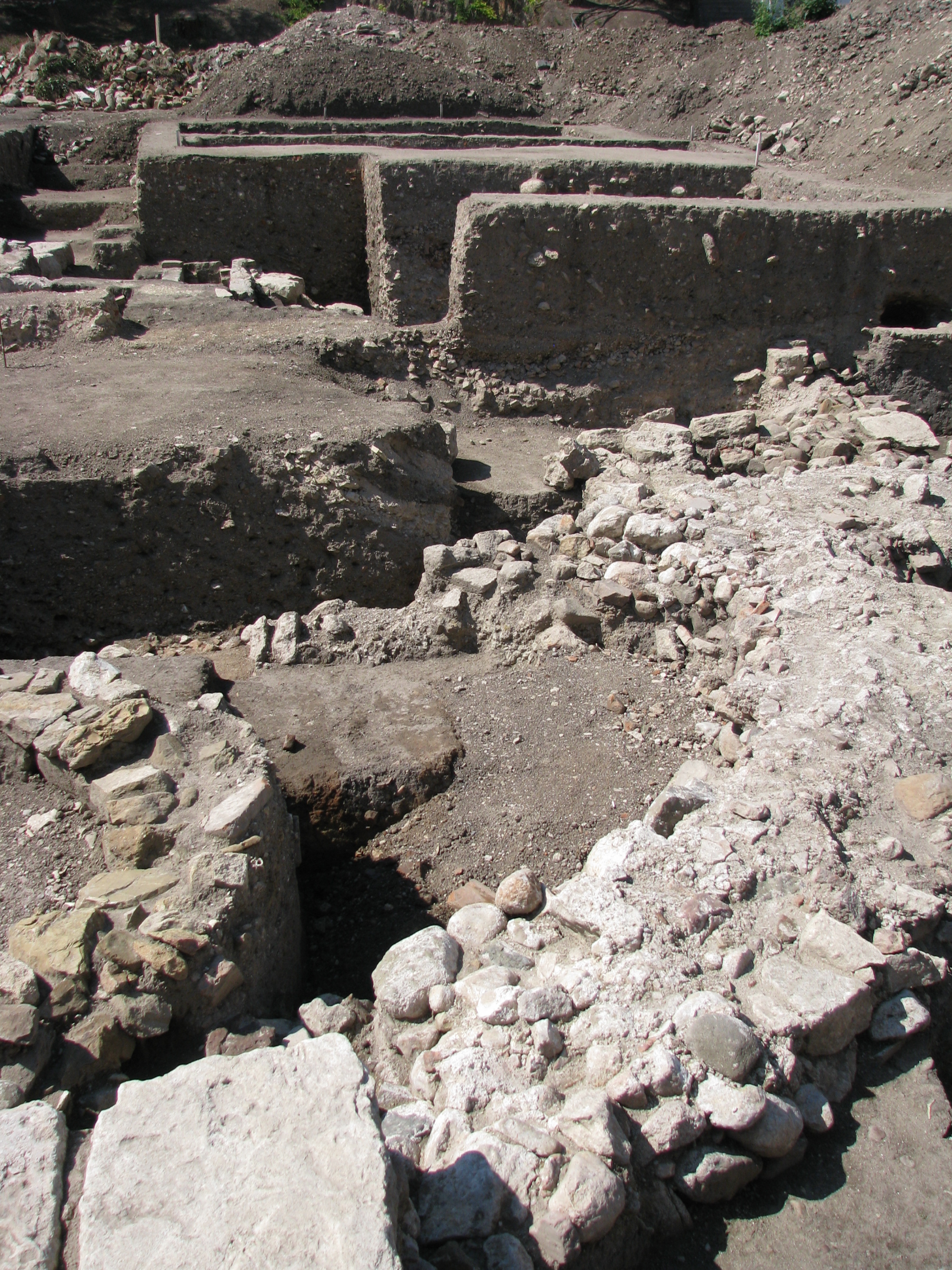
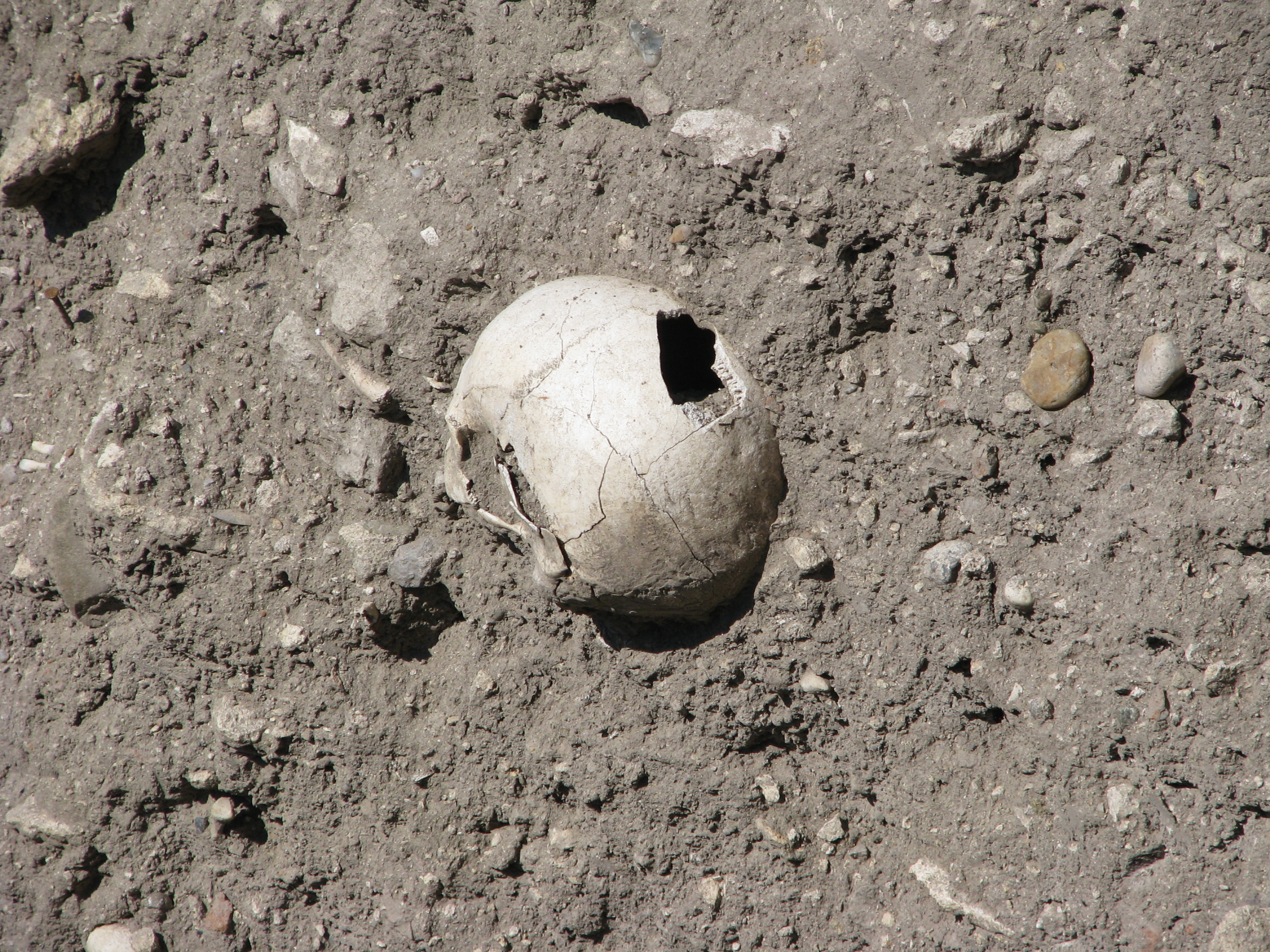